# Fokker F27 Friendship
Fokker F27 Friendship là một loại máy bay chở khách dùng động cơ turboprop, do hãng Fokker của Hà Lan thiết kế chế tạo.

## Quốc gia sử dụng

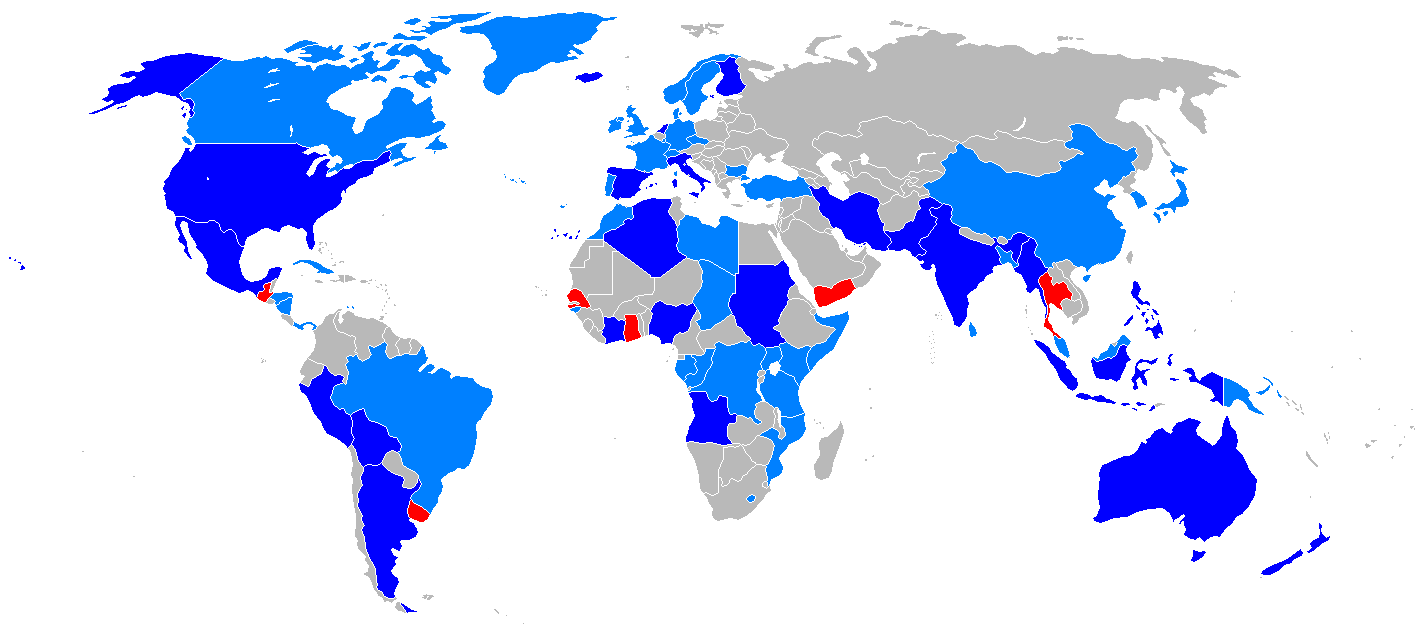
Bản đồ quốc gia sử dụng F27. Xanh nhạt là dân sử, xanh đậm là cả quân sự lẫn dân sự. Đỏ là quân sự.

## Biến thể

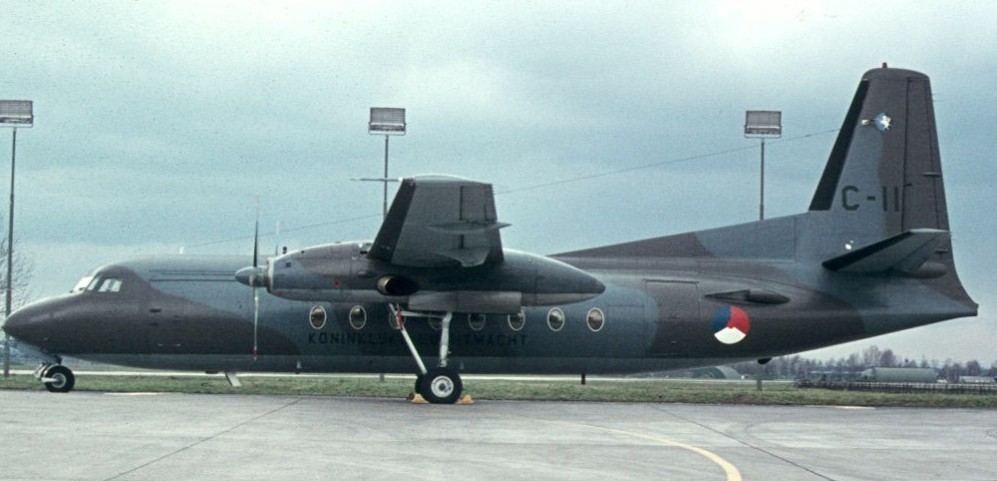
F27-300M Troopship của Không quân Hoàng gia Hà Lan giữa thập niên 1970

- F27-100
- F27-200
- F27-300 Combiplane
- F27-300M Troopship
- F27-400
- F27-400M
- F27-500
- F27-500M
- F27-500F
- F27-600
- F27-700
- F27 200-MAR
- F27 Maritime Enforcer
- FH-227

## Tính năng kỹ chiến thuật (F.27)

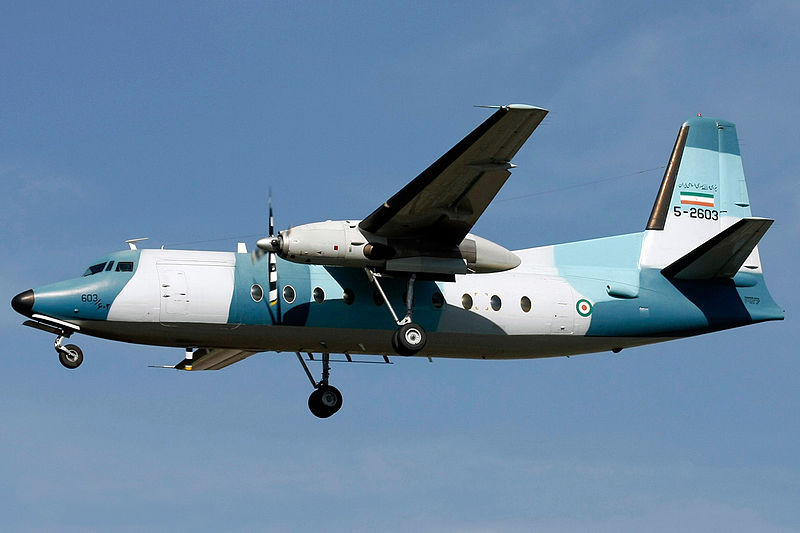
Fokker 27 của Iran

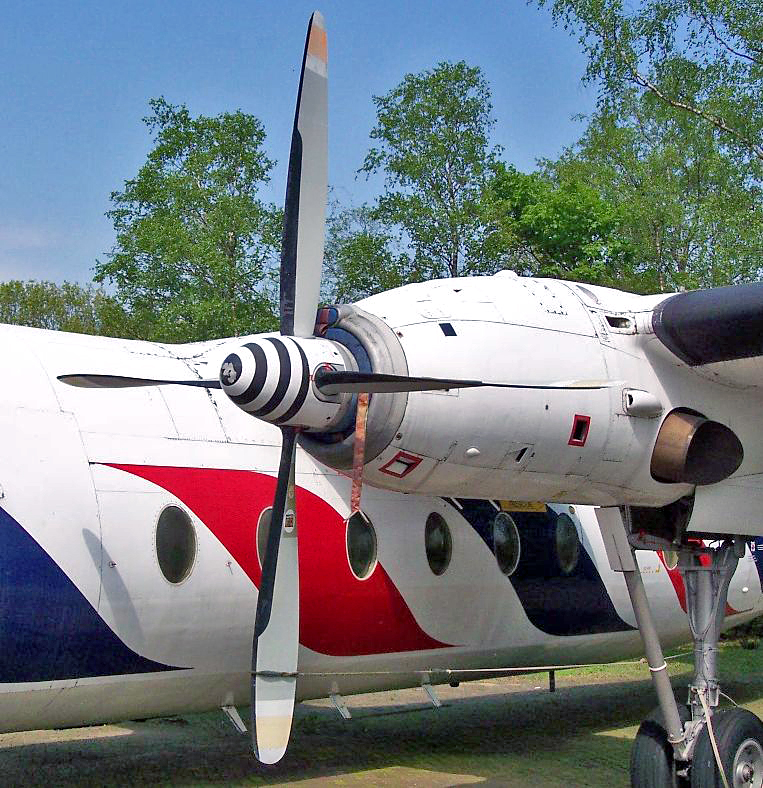
F27 Rolls Royce Dart

F-27-400M của Không quân Phần Lan tại Sân bay Joensuu

Dữ liệu lấy từ 
Đặc tính tổng quan
- Kíp lái: 2 hoặc 3
- Sức chứa: 48-56 hành khách
- Chiều dài: 25,06 m (82 ft 3 in)
- Sải cánh: 29 m (95 ft 2 in)
- Chiều cao: 8,72 m (28 ft 7 in)
- Diện tích cánh: 70 m2 (750 foot vuông)
- Trọng lượng rỗng: 11.204 kg (24.701 lb)
- Trọng lượng cất cánh tối đa: 19.773 kg (43.592 lb)
- Động cơ: 2 × Rolls-Royce Dart Mk.532-7 , 1.678 kW (2.250 hp) mỗi chiếc

Hiệu suất bay
- Vận tốc hành trình: 460 km/h (286 mph; 248 kn)
- Tầm bay: 2.600 km (1.616 mi; 1.404 nmi)
- Vận tốc lên cao: 7,37 m/s (1.451 ft/min)